# Hektar

Illustrative Definition von Hektar und Ar, zum Größenvergleich im Hintergrund ein Fußballfeld

Das oder der Hektar, schweizerisch die Hektare (Einzahl), ist eine Maßeinheit der Fläche mit dem Einheitenzeichen ha. Sie ist vor allem in der Land- und Forstwirtschaft verbreitet und entspricht einer Fläche von 10.000 m², also beispielsweise einem quadratischen Feld mit der Seitenlänge 100 Meter.
Der Hektar bzw. die Hektare ist in Deutschland, Österreich und der Schweiz eine gesetzliche Einheit.

## Wortherkunft
Das Wort Hektar ist dem Französischen entlehnt und beruht auf Griechisch hekatón ‚hundert‘ (in der dem Französischen angepassten Kompositionsform hecto-) und französisch are (aus lateinisch ārea ‚Fläche‘). Es bedeutet also Hekto-Ar = 100 Ar.

## Geschichte
1868 wurde das Hektar Bestandteil der Maß- und Gewichtsordnung des Norddeutschen Bundes. Am 1. Januar 1872 trat sie im gesamten im Vorjahr gegründeten Deutschen Reich in Kraft. Ein Hektar entsprach vier Morgen je 2500 m². 1879 wurde der Hektar vom Internationalen Büro für Maß und Gewicht (Bureau International des Poids et Mesures, BIPM) in seine Empfehlungen aufgenommen.

## Umrechnungen
1 Hektar = 100 Ar = 10.000 Quadratmeter = 0,01 Quadratkilometer
100 Hektar = 1 Quadratkilometer
Für angloamerikanische Maße gibt es Näherungen:
    1 Quadratmeile = 259 Hektar (bis auf ca. 12 m² genau)
    1 Hektar = 2,47 Acre  (17 Hektar = 42 Acre)

## Verwendung

### Gesetzliche Einheit
Zwar gehört das Flächenmaß Hektar nicht zum Internationalen Einheitensystem (SI), es ist jedoch zur Benutzung mit diesem zugelassen. Der Hektar ist in Deutschland und Österreich sowie als Hektare (Singular), Hektaren (Plural) in der Schweiz eine gesetzliche Einheit, jedoch eingeschränkt auf die Angabe der Fläche von Grundstücken und Flurstücken. Nach der Richtlinie 80/181/EWG (Einheitenrichtlinie) ist „Hektar“ lediglich ein besonderer Name für das Hundertfache des Ar, gebildet aus dem Vorsatz Hekto für 100 und dem Einheitennamen Ar.

### Verwendung mit SI-Vorsätzen
Das deutsche Einheiten- und Zeitgesetz sieht Ar (Einheitenzeichen: a) und Hektar (Einheitenzeichen: ha) als eigenständige Einheiten und lässt für beide die Verwendung von SI-Vorsätzen zu. Somit sind in Deutschland auch Bildungen wie Hektoar (ha) und z. B. Zentihektar (cha) legal, aber unüblich. Dem Einheitenzeichen ha ist nicht anzusehen, ob damit Hektar oder Hektoar gemeint ist, was jedoch keinen Unterschied macht, da es in beiden Fällen um 10.000 m² geht.

### Hektarertrag
In der Landwirtschaft wird häufig mit dem Begriff Hektarertrag gearbeitet, gemeint ist damit die von der Fläche eines Hektars geerntete Menge des Erntegutes (beispielsweise Getreide oder Wein).

## Weitere (Nicht-SI-)Flächeneinheiten im gleichen Größenbereich
- Ar: 1 a = 0,01 ha
- Acre: 1 Acre = 0,40468564224 ha
- Joch: zwischen 33 und 58 Ar; 3300 bis 5800 m²
- Morgen: zwischen 0,1906 und 1,178 ha, meist zwischen 0,3 und 0,4 ha, später zu 0,25 ha
- bayerisches Tagewerk (3407,27 m²): 1 Hektar = ungefähr 3 Tagewerk
- Beliebter Vergleichsmaßstab für den Hektar ist ein Fußballfeld, das meist allerdings kleiner ausfällt:
  - häufigstes Maß für Fußballfelder: 68 Meter mal 105 Meter = 0,714 ha,
  - Minimum laut Regelwerk: 45 Meter mal 90 Meter = 0,405 ha,
  - Maximum laut Regelwerk: 90 Meter mal 120 Meter = 1,080 ha.